# 李应蛟
李应蛟，湖北江陵人，是一名清朝政治人物。监生出身。
李应蛟曾于1698年接替卫璠任华亭县知县一职，1701年由苟鸿儒接任。